# IRTRA

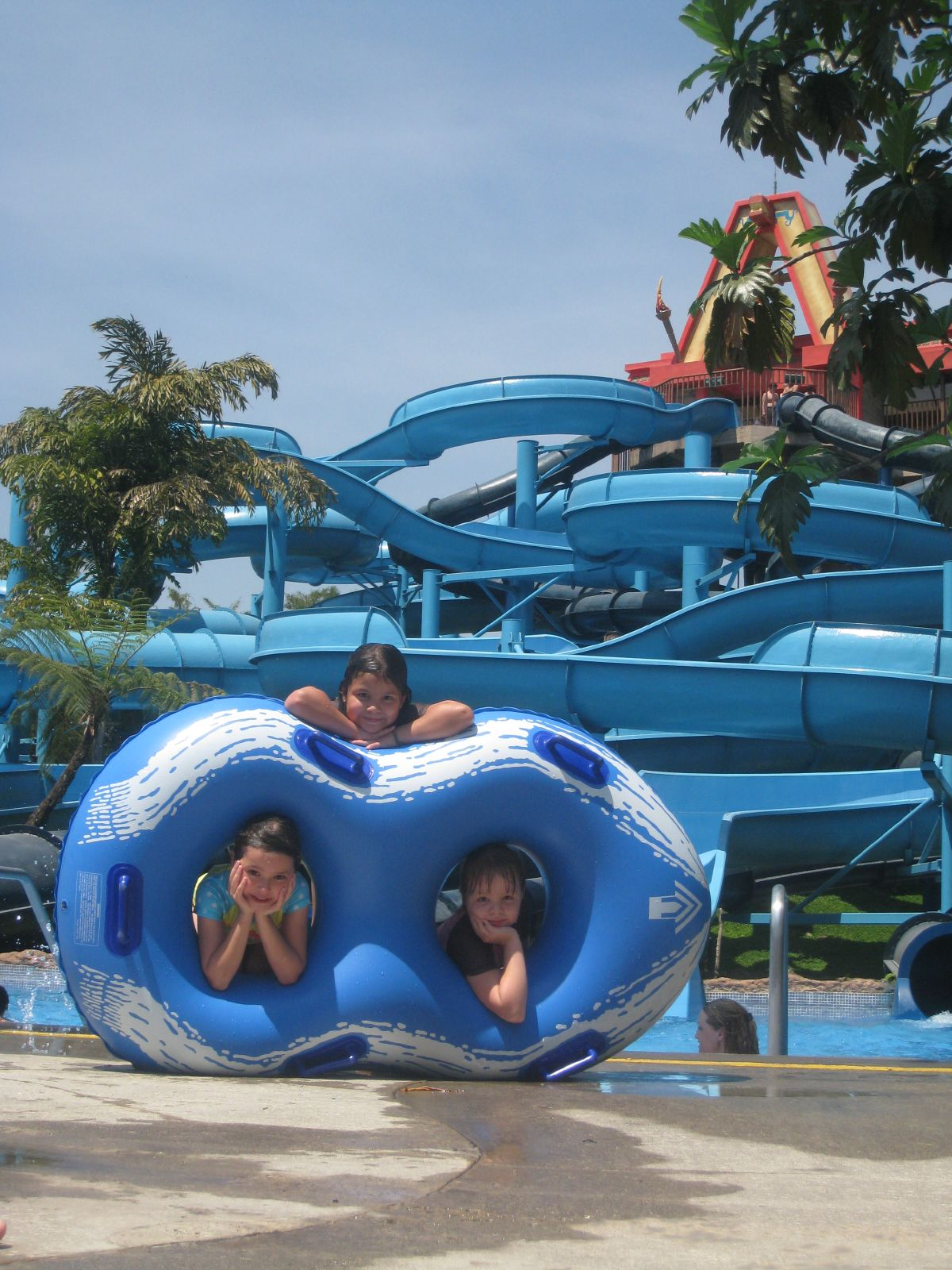
Wasserpark Xocomil: Nido de Serpientes

Das IRTRA - Instituto de recreacion de los trabajadores de la empresa privada de Guatemala (dt. etwa „Erholungseinrichtung für die Arbeitnehmer der guatemaltekischen Privatwirtschaft“) - ist eine öffentliche Wohlfahrtseinrichtung in Guatemala. Das IRTRA unterhält landesweit mehrere Freizeitparks, die entsprechend den staatlichen Vorgaben auf einem sehr hohen qualitativen Niveau gehalten werden. Privatunternehmen können sich unter bestimmten Bedingungen beim IRTRA registrieren, wodurch deren Mitarbeiter eine IRTRA-Mitgliedschaft beantragen können. Die entsprechenden Beiträge machen geringen Prozentsatz des Brutto-Gehaltes aus und werden vom registrierten Unternehmen direkt ans IRTRA abgeführt. Ein Mitglied hat das Recht, mit seinem Ausweis (carné) bis zu fünf Familienmitgliedern ermäßigten Zutritt zu den Einrichtungen zu verschaffen. Nicht-Mitglieder und auch ausländische Touristen können die Einrichtungen benutzen, zahlen jedoch erheblich höhere Eintrittspreise.

## Einrichtungen
Das IRTRA unterhält in Guatemala mehrere große Einrichtungen, die nicht nur für ein Entwicklungsland Modellcharakter haben:
- Wasserpark Xocomil in San Martín Zapotitlán bei Retalhuleu (180 km westlich von Guatemala-Stadt)
- Themenpark Xetulul in San Martín Zapotitlán (an der Straße von Retalhuleu nach Quetzaltenango), welcher 2008 mit dem Applause Award ausgezeichnet wurde
- Hotelkomplex in San Martín Zapotitlán (unmittelbar bei Xocomil und Xetulul)
- Thermalbäder in Agua Caliente bei San Antonio La Paz (30 km nordöstlich von Guatemala-Stadt)
- Freizeitpark am Amatitlán-See (1963 eröffnet) (südlich von Guatemala-Stadt)
- Wasser- und Freizeitpark in Guatemala-Stadt (Avenida Petapa)